# 戊炔二酸
戊炔二酸（英語： 或 Pent-2-ynedioic acid）是一种有机化合物，结构简式HOOCC≡CCH
2COOH，属于不饱和二羧酸。